# Aparna Nancherla
Aparna Nancherla, née le 22 août 1982, est une humoriste et actrice américaine.
Elle est apparue dans Inside Amy Schumer et a écrit pour Late Night avec Seth Meyers et Totally Biased with W. Kamau Bell (en). Nancherla sort son premier album de musique humoristique Just Putting It Out There par le biais de Tig Notaro le 8 juillet 2016,.

## Jeunesse
Nancherla est née à Washington, DC, dans une famille indo-américaine ; ses parents ont immigré aux États-Unis depuis Hyderabad dans les années 1970. Elle grandit à l'extérieur de Washington, DC, fréquentant la Thomas Jefferson High School for Science and Technology (en). Nancherla fréquente le Amherst College et étudie la psychologie,.

## Carrière
Après avoir obtenu son diplôme universitaire, elle retourne à Washington, DC, où elle commence sa carrière dans le stand-up. Nancherla déménage à Los Angeles, puis à New York pour écrire pour Totally Biased jusqu'à l'annulation de l'émission en 2013,. Nancherla devient ensuite rédactrice pour le Late Night with Seth Meyers en 2015.
Les travaux de Aparna Nancherla comprennent également plusieurs web-série dont Your Main Thing avec John Early (en), et  la co-création de Womanhood, une série de conseils satiriques avec le comédien Jo Firestone (en),.
En 2019, elle est présente dans Laughing Matters, un documentaire YouTube de 30 minutes créé par SoulPancake en collaboration avec Funny or Die dans lequel divers comédiens discutent de santé mentale. 

## Apparitions
Nancherla apparaît dans Conan et dans The Meltdown with Jonah and Kumail (en) sur Comedy Central. Variety la nomme dans sa liste des "10 meilleures comiques à surveiller pour 2016" et le New York Times dit que Nancherla « est devenue une comique demandée pour son humour excentrique, relatable et percutant ». Elle est également co-animatrice du Blue Woman Group, que le Daily Beast décrit comme « un podcast hilarant sur la dépression ».
En 2016, Comedy Central annonce qu'Aparna Nancherla enregistre une émission spéciale d'une demi-heure pour la chaîne.
Au cours des saisons quatre, cinq et six de BoJack Horseman, Nancherla double la fille présumée de BoJack, Hollyhock Manheim-Mannheim-Guerrero-Robinson-Zilberschlag-Hsung-Fonzerelli-McQuack. Elle joue également une blogueuse de ramen dans la saison deux de Master of None, a un rôle récurrent dans les deux premières saisons de la série de HBO, Crashing, et joue Grace dans la série Corporate.
En mars 2018, elle apparaît dans la série de Netflix, The Standups. Dans l'épisode de la saison 9 de Bob's Burgers "UFO No You Didn't", elle double Susmita, la partenaire scientifique de Tina.
En 2020, elle joue dans la série Netflix, Space Force et double le personnage récurrent Meena dans la série de Disney Junior Mira, Royal Detective. En 2021 elle double Moon dans la série animée de Fox, The Great North.

## Filmographie

### Télévision
- 2014 : F to 7th : Kim (2 épisodes)
- 2014 : The Chris Gethard Show: Public Access : Scrompin Nompin Nompin (1 épisode)
- 2015 : Your Main Things : Candy Singh (10 épisodes)
- 2014 : The Jim Gaffigan Show : elle-même (1 épisode)
- 2016 : The Characters : Aparna (1 épisode)
- 2016 : Inside Amy Schumer : Aparna / Barista (2 épisodes)
- 2017 : Love : Lauren (1 épisode)
- 2017 : Flatbush Misdemeanor de Kevin Iso et Dan Perlman : Dr. Nancherla
- 2017 : Master of None : Stephanie (1 épisode)
- 2017 : Ginger Snaps : Kishy (voix)
- 2018 : Two Woke Gurl : Cleo (5 épisodes)
- 2018 : Steven Universe : Jades / Nephrite (voix)
- 2018-2019 : Crashing : Anaya (6 épisodes)
- 2019 : You're Not a Monster : Nia Emissiona (10 épisodes)
- 2019 : Helpsters : Astronaut Amrita (1 épisode)
- 2018-2020 : BoJack Horseman : Hollyhock (voix)
- 2020 : Mythic Quest : Michelle (5 épisodes)
- 2020 : Mira, détective royale : Meena (voix)
- 2020 : Space Force : Pella Bhat (3 épisodes)
- 2020 : Love Life : Naomi (1 épisode)
- 2020 : La Colo magique : Oddjobs (voix)
- 2020 : Corporate : Grace (22 épisodes)

### Cinéma
- 2018 : L'Ombre d'Emily (A Simple Favor) de Paul Feig : Sona
- 2019 : Vanilla de Will Dennis : Megan
- 2020 : Inspector Ike de Graham Mason : Fran
- 2020 : Golden Arm de Maureen Bharoocha : Coco Cherie
- 2024 : Unfrosted : L'Épopée de la Pop-Tart (Unfrosted) de Jerry Seinfeld : Purvis Pendleton
- 2025 : L'Ombre d'Emily 2 (Another Simple Favor) de Paul Feig : Sona

## Discographie
- 2016 : Just Putting It Out There